# Hugo Stöckel
Karl Hugo Stöckel (* 13. April 1874 in Gera; † nach 1934) war ein deutscher Richter und Politiker.

## Leben
Stöckel war der Sohn des Kaufmanns Friedrich Wilhelm Adelbert Stöckel in Gera und dessen Ehefrau Klara Helena geborene Liebich. Stöckel, der evangelisch-lutherischer Konfession war, heiratete am 18. Juni 1904 in Gera Elise Hedwig Klara Schlott (* 18. Februar 1879 in Gera; † 16. November 1954 ebenda), die Tochter Fabrikbesitzers Gustav Hermann Schlott in Gera.
Stöckel studierte Staats- und Rechtswissenschaften in Jena und München. Während seines Studiums wurde er 1893 Mitglied der Burschenschaft Teutonia Jena.
Nach seinem Studium wurde er Gerichtsassessor in Schleiz. Später war er Amtsrichter am Amtsgericht Gera. Seit dem 1. Juni 1916 war er Landrichter am gemeinschaftlichen Landgericht Gera. 1907 wurde er zum Kanzleirat ernannt.
Er vertrat nationalliberale Positionen. 1908 bis 1911 war er Mitglied im Gemeinderat der Stadt Schleiz. Vom 25. Januar 1914 bis zum 12. Februar 1919 war er Mitglied im Landtag Reuß jüngerer Linie und dort stellvertretender Schriftführer.